# Arquidiocese de Paderborn
A Arquidiocese de Paderborn (latim: Archidioecesis Paderbornensis; alemão: Erzbistum Paderborn) é uma arquidiocese que integra a estrutura da Igreja Católica localizada no oeste da Alemanha. A área administrada pela arquidiocese abriga 1.596.405 católicos. A sé da arquidiocese é a Catedral de Paderborn.

## História
Em 799, na ocasião de uma visita do Papa Leão III a Paderborn para participar de um sínodo, foi fundada uma diocese na cidade por Carlos Magno. O primeiro bispo foi Hathumar (806-815), que fundou ali uma escola catedralícia.
Por iniciativa do bispo Padurad, as relíquias de São Libório foram trazidas de Le Mans a Paderborn em 836. Nos séculos seguintes o santo transformou-se no patrono da catedral e da diocese. Entre 1009 e 1015, a catedral foi reconstruída pelo bispo Meinwerk, que com sua obra é considerado um refundador da diocese.
Em 1545, no contexto da Reforma Protestante, o Príncipe-bispo de Paderborn, Hermann von Wied, tentou banir o Catolicismo da cidade. A reação das cidades e da nobreza obrigaram-no a desistir. Entre 1585 e 1618, Paderborn foi governada pelo Príncipe-bispo Teodósio de Fürstenberg, que reformou a igreja local segundo os preceitos do Concílio de Trento. Em 1614 criou a Univerdade de Paderborn (Academia Theodoriana), que deixou sob administração dos Jesuítas.
Com Fernando de Fürstenberg (1661-1683), Paderborn transformou-se num importante centro cultural e religioso. O príncipe bispo fundou a Missio Ferdinandea, dedicada à formação de missionários para Magdeburgo, Bremen, Halberstadt e Mecklemburgo, assim como para a China e Japão.
Em 1802, a ocupação prussiana significou o fim dos Príncipes-bispos de Paderborn, marcando a separação do poder temporal do espiritual. Com a chegada dos franceses, em 1806, continuou o processo de secularização. Porém, em 1821, a Diocese foi reestabelecida pela bula De salute animarum, que reorganizou as dioceses da Prússia. Paderborn passou a ser sufragânea da Arquidiocese de Colônia.
Com a bula Pastoralis officii Nostri, de 1930, a diocese de Paderborn foi elevada a arquidiocese.

## Lista dos bispos e arcebispos de Paderborn

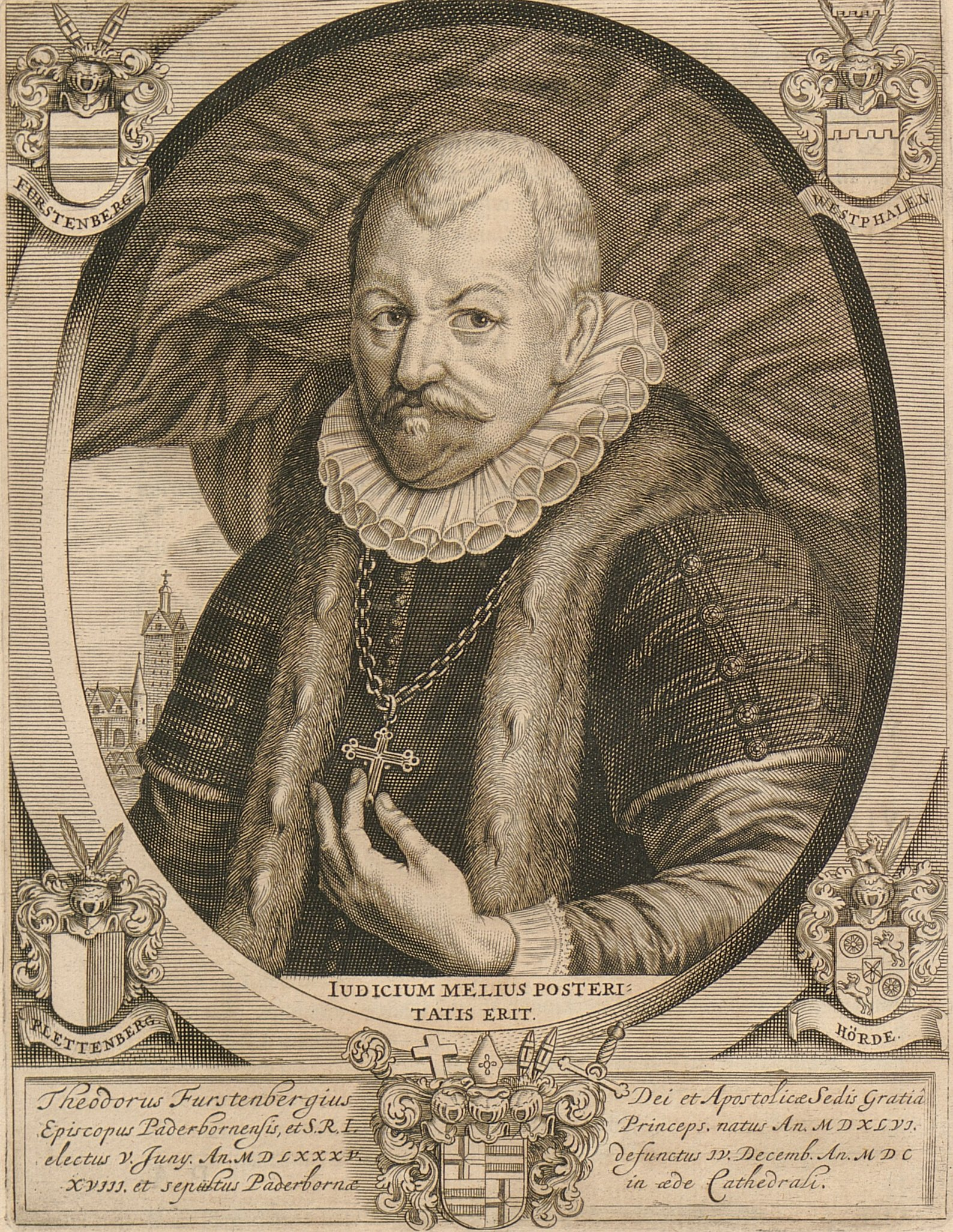
Gravura de Teodósio de Fürstenberg na Monumenta Paderbornensia (1672)

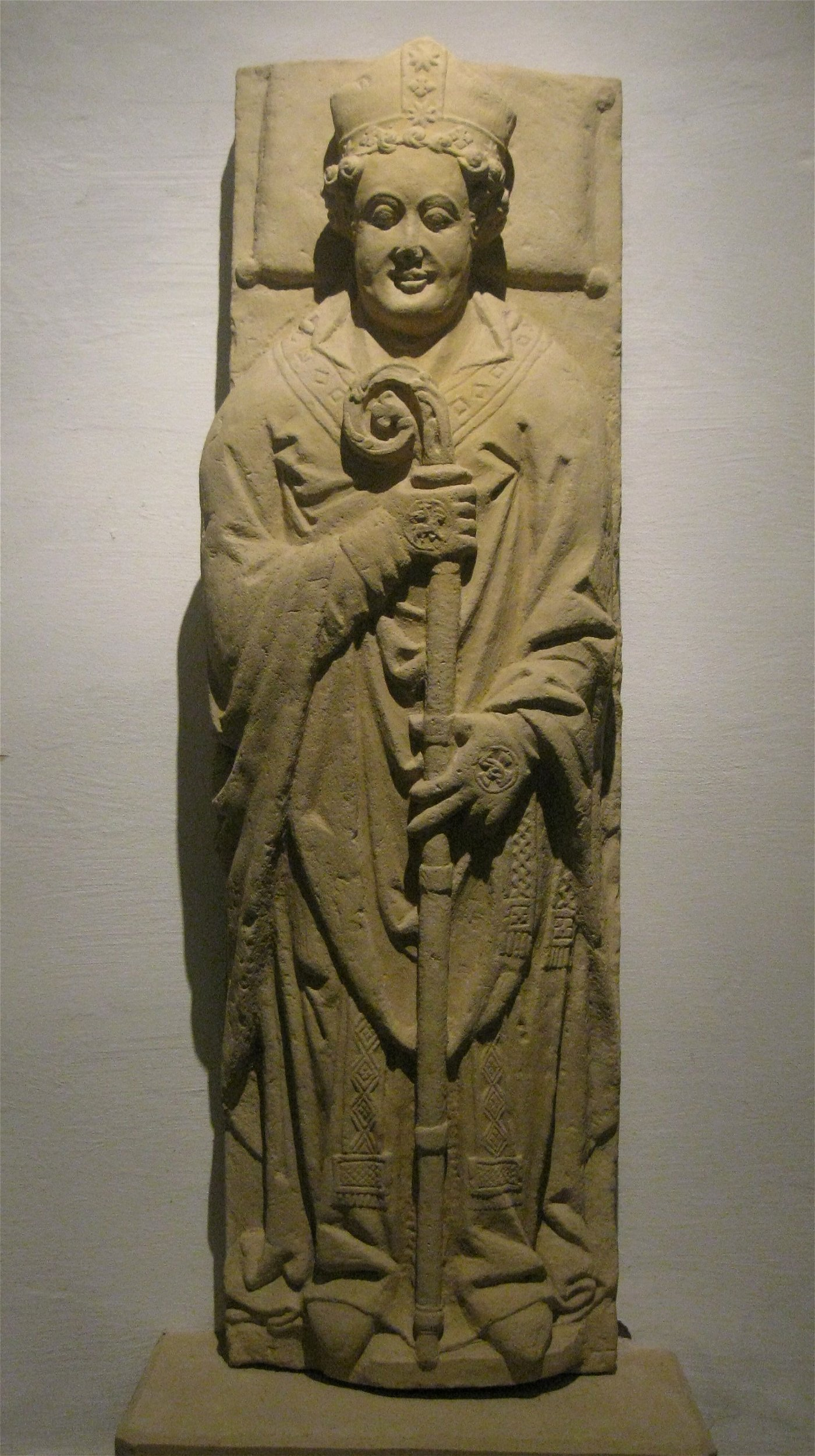
Tumba do bispo Meinwerk na Abadia de Abdinghof em Paderborn

Bispos (806 a 1930) e arcebispos (1930-) de Paderborn.
- São Hathumar (806-815)
- São Badurad (815-862)
- Luithard (862-887)
- Biso (887-900)
- Theoderich I. (900-917)
- Unwan (918-935)
- Dudo (935-959)
- Folkmar OSB (959-983)
- Rethar (983-1009)
- Meinwerk (1009-1036)
- Rotho OSB (1036-1051)
- Imad (1051-1076)
- Poppo (1076-1083)
- Heinrich I. von Assel (1083-1090)
- Heinrich II. von Werl (1084-1127)
- Bernhard I. von Oesede (1127-1160)
- Evergis (1160-1178)
- Siegfried (1178-1188)
- Bernhard II. von Ibbenbüren (1188-1204)
- Bernhard III. von Oesede (1204-1223)
- Oliver gen. der Sachse (1223-1225)
- Wilbrand von Oldenburg (1225-1228)
- Bernhard IV. zur Lippe (1228-1247)
- Simon I. zur Lippe (1247-1277)
- Otto von Rietberg (1277-1307)
- Günther I. von Schwalenberg (1307-1310)
- Dietrich II. von Itter (1310-1321)
- Bernhard V. zur Lippe (1321-1341)
- Balduin von Steinfurt (1341-1361)
- Heinrich III. von Spiegel zum Desenberg OSB (1361-1380)
- Simon II. von Sternberg (1380-1389)
- Ruprecht von Berg (1389-1394)
- Johann I. von Hoya (1394-1399)
- Bertrando d’Arvazzano (1399-1401)
- Wilhelm I. von Berg (1401-1414)
- Dietrich III. von Moers (1414-1463)
- Simon III. zur Lippe (1463-1498)
- Hermann I. von Hessen (1498-1508)
- Erich von Braunschweig-Grubenhagen (1508-1532)
- Hermann II. von Wied (1532-1547)
- Rembert von Kerssenbrock (1547-1568)
- Johannes II. von Hoya (1568 1574)
- Salentin von Isenburg (1574-1577)
- Heinrich IV. von Sachsen-Lauenburg (1577-1585)
- Teodósio de Fürstenberg (Dietrich IV. von Fürstenberg; 1585-1618)
- Ferdinand I. von Bayern (1618-1650)
- Dietrich Adolf von der Recke (1650-1661)
- Ferdinand II. von Fürstenberg (1661-1683)
- Hermann Werner von Wolff-Metternich zur Gracht (1683-1704)
- Franz Arnold von Wolff-Metternich zur Gracht (1704-1718)
- Clemens August I. von Bayern (1719-1761)
- Wilhelm Anton von der Asseburg (1763-1782)
- Friedrich Wilhelm von Westphalen (1782-1789)
- Franz Egon von Fürstenberg (1789-1825)
- Friedrich Klemens von Ledebur-Wicheln (1825-1841)
- Richard Dammers (1841-1844)
- Franz Drepper (1845-1855)
- Konrad Martin (1856-1879), deposto pelo governo prussiano em 1875
- Sede vacante entre 1879 e 1882 na época da Kulturkampf
- Franz Kaspar Drobe (1882-1891)
- Hubert Theophil Simar (1891-1899)
- Wilhelm II. Schneider (1900-1909)
- Karl Joseph Schulte (1910 1920)
- Kaspar Klein (1920-1941), primeiro arcebispo a partir de 1930
- Lorenz  Cardeal Jäger (1941-1973)
- Johannes Joachim  Cardeal Degenhardt (1974-2002)
- Hans-Josef Becker (2003-2022)
- Udo Markus Bentz (2023-atual)